# Naohidea sebacea
Naohidea sebacea är en svampart som först beskrevs av Berk. & Broome, och fick sitt nu gällande namn av Franz Oberwinkler 1990. Naohidea sebacea ingår i släktet Naohidea, ordningen Naohideales, klassen Cystobasidiomycetes, divisionen basidiesvampar och riket svampar.   Inga underarter finns listade i Catalogue of Life.